# Décembre (film, 2025)
Pour les articles homonymes, voir Décembre (homonymie).
Pour plus de détails, voir Fiche technique et Distribution.
Décembre (russe : Декабрь ; Dekabr) est un film biographique et policier russe réalisé par Klim Chipenko, dont la sortie est prévue en 2025.
Ce film à suspense raconte les derniers jours du poète russe Sergueï Essénine (1895-1925), qui a interrompt son traitement à la clinique psychoneurologique payante de l'université de Moscou, puis se rend à Leningrad où il séjourne à l'hôtel Angleterre. Sa mort très controversée (officiellement un suicide) s'est produite dans une chambre d'hôtel dans la nuit du 27 au 28 décembre 1925. Au moment de sa mort, Essénine avait 30 ans,.

## Synopsis
En décembre 1925, la danseuse américaine Isadora Duncan atteint la frontière soviéto-lettone, où elle prend des dispositions pour que son amant, le poète Sergueï Essénine, puisse fuir l'Union soviétique. Il ne lui reste plus qu'à monter dans le train pour Riga. Cependant, lors de son escale, à Leningrad, il est mêlé à des événements qui rendent la fuite plus difficile. Pour se soustraire aux services secrets, il trouve à la fois réconfort et désespoir dans la clandestinité. Malgré les nombreux obstacles qu'il rencontre sur son chemin, il reste déterminé à renouer avec Isadora.

## Fiche technique
- Titre français : Décembre[3]
- Titre original russe : Декабрь, Dekabr[4]
- Réalisation : Klim Chipenko
- Scénario : Klim Chipenko, Alexeï Chipenko
- Photographie : Andreï Ivanov, Boris Litovtchenko
- Montage : Tim Pavelko
- Décors : Ouliana Riabova
- Production : Edouard Iloïan, Denis Jalinski, Alekseï Trotsiouk
- Sociétés de production : Central Partnership, Start, Yellow, Black & White
- Format : couleur
- Pays de production :  Russie
- Langue originale : russe
- Genre : film biographique et policier
- Durée : 100 minutes
- Dates de sortie : 
  - Russie : 2025[5] Date sujette à modification

## Distribution
- Alexandre Petrov : Sergueï Essénine
- Kristina Asmous : Ielizaveta Ustinova
- Alexandre Samoïlenko (ru)
- Sergueï Guilev (ru)
- Andreï Merzlikine
- Vladimir Vdovitchenkov
- Maria Valechnaïa : Isadora Duncan
- Sofia Karpounina (ru)

## Production
Klim Chipenko écrit le scénario avec son père, le dramaturge Alekseï Chipenko.
Le tournage a débuté en décembre 2020 à Moscou et à Saint-Pétersbourg. Un décor de plus de 7 000 mètres carrés a été construit pour le film,,.